# Trilogie marseillaise
Ne doit pas être confondu avec la « trilogie marseillaise » de romans policiers de Jean-Claude Izzo.
La Trilogie marseillaise est l'appellation générique donnée aux trois pièces de théâtre tragiques de Marcel Pagnol, Marius, Fanny et César, ainsi qu'aux adaptations cinématographiques qu'il a supervisées et dont il a réalisé le troisième volet.
Alors que Marius (1929) et Fanny (1931) sont conçus pour le théâtre, César (1936), le dernier volet de la trilogie, est directement écrit pour le cinéma, avant d'être adapté dix ans plus tard pour le théâtre.
Les trois pièces, condensées en une seule, sont montées à plusieurs reprises, notamment par Jean-Pierre Darras au début des années 1980 et, à la fin des années 2000, par Francis Huster au théâtre Antoine.

## Genèse
Dans un message destiné en 1960 au public bruxellois pour le cinquantenaire de la pièce Le Mariage de mademoiselle Beulemans, Marcel Pagnol raconte lui-même la genèse de cette œuvre :

« Vers 1925, parce que je me sentais exilé à Paris, je m’aperçus que j’aimais Marseille et je voulus exprimer cette amitié en écrivant une pièce marseillaise.
Des amis et des aînés m’en dissuadèrent : ils me dirent qu’un ouvrage aussi local, qui mettait en scène des personnages affublés d’un accent aussi particulier, ne serait certainement pas compris hors des Bouches-du-Rhône et qu’à Marseille même, il serait considéré comme un travail d’amateur. Ces raisons me parurent fortes et je renonçai à mon projet : mais, en 1926, je vis jouer Le Mariage de Mlle Beulemans ; ce chef-d’œuvre avait déjà 16 ans et son succès avait fait le tour du monde.
Ce soir-là, j’ai compris qu’une œuvre locale mais profondément sincère et authentique, pouvait parfois prendre place dans le patrimoine littéraire d’un pays et plaire dans le monde entier.
J’ai donc essayé de faire pour Marseille ce que Fonson et Wicheler avaient fait pour Bruxelles. C’est ainsi qu’un brasseur belge est devenu le père de César et que la charmante Mademoiselle Beulemans, à l’âge de 17 ans, mit au monde Marius. Il y a aussi un autre personnage qui doit la vie à la comédie bruxelloise : c’est monsieur Brun qui est assez paradoxalement le fils naturel du Parisien Albert Delpierre. J’avais en effet remarqué que son accent faisait un plaisant contraste avec celui de la famille Beulemans et qu’il mettait en valeur la couleur bruxelloise de la pièce. C’est pourquoi, dans le bar marseillais de César, j’ai mis en scène un Lyonnais. »

La grande popularité du style provençal au théâtre comme au cinéma depuis 1914 a certainement participé au premier plan au choix de Marcel Pagnol d'écrire une pièce marseillaise 

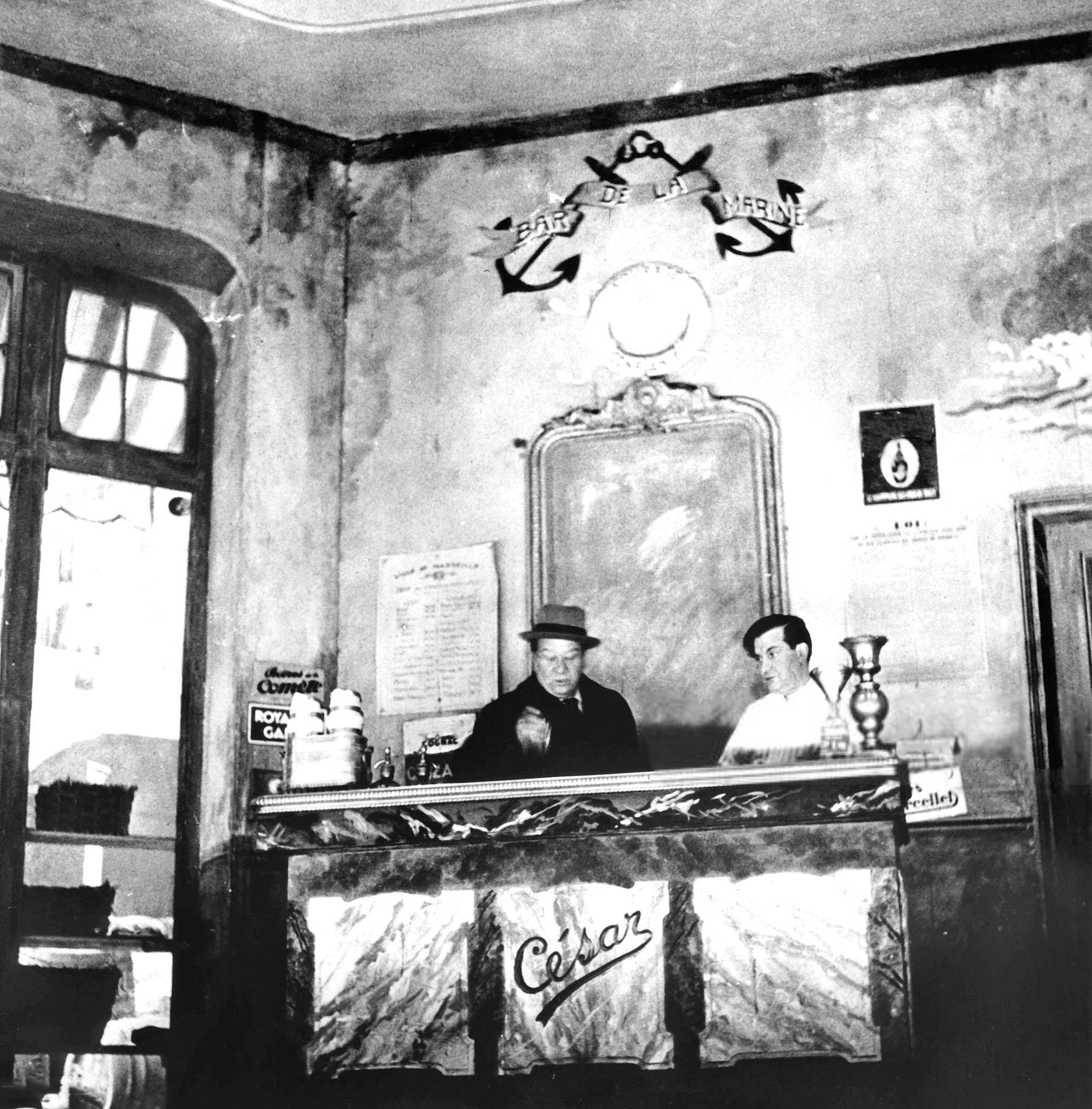
Raimu et Marcel Pagnol en 1946, répétant pour la pièce César.

### Marius

#### Mariusau théâtre

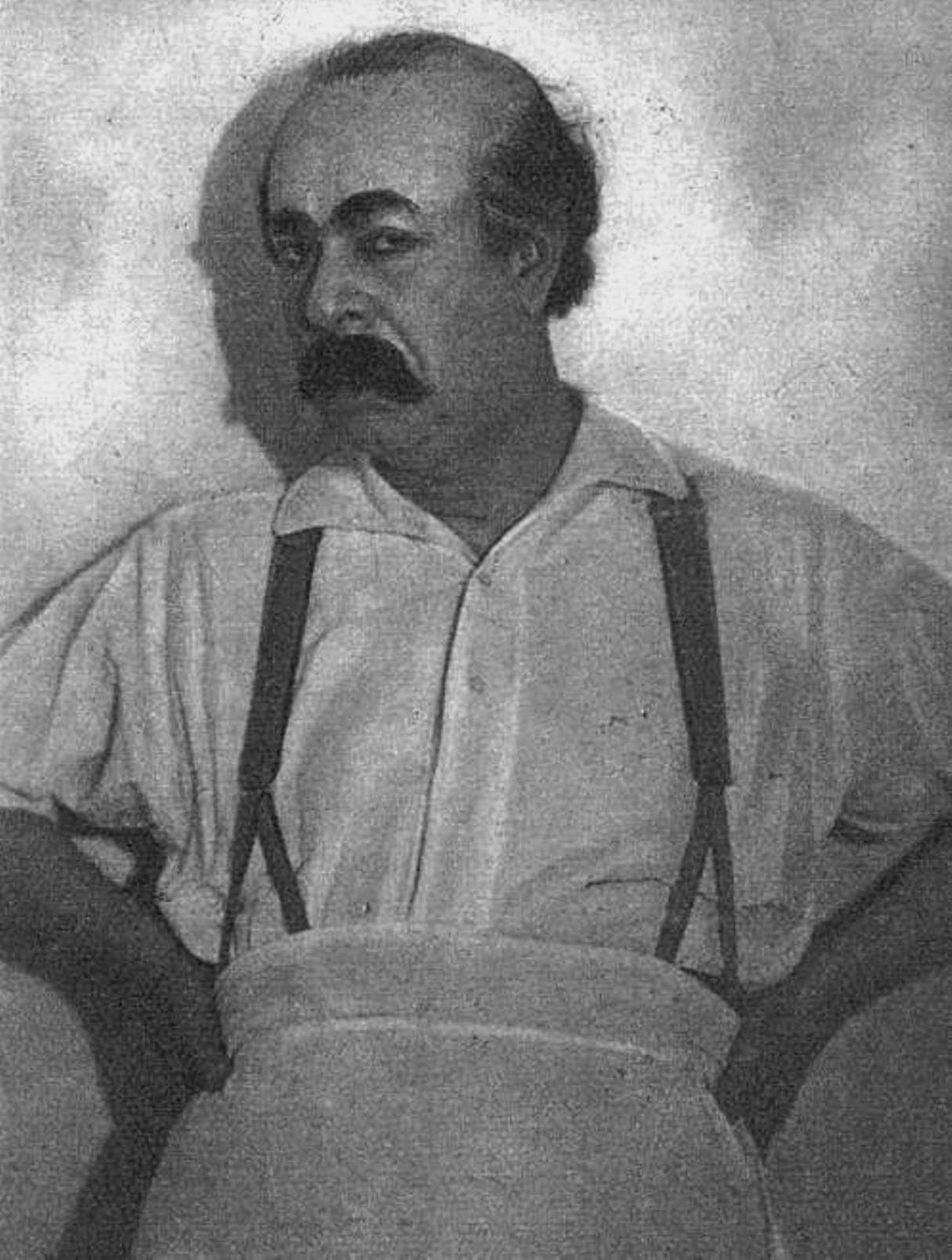
L'acteur roumain Velimir Maximilian dans le rôle de César : la pièce Marius est représentée dès 1929-1930 à Bucarest, avec des comédiens de la compagnie locale Bulandra.

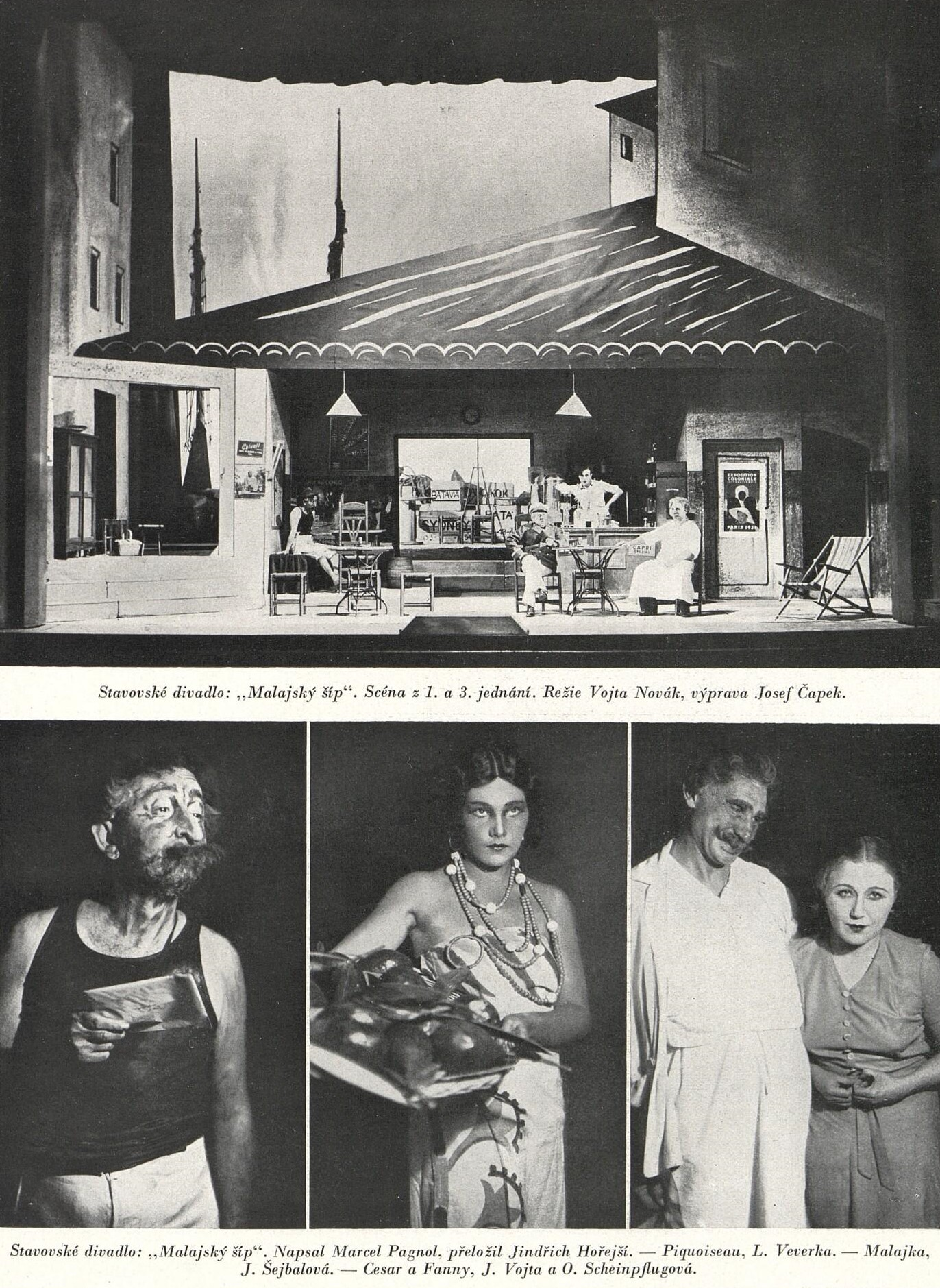
Adaptation tchécoslovaque de Marius en 1931.

Marcel Pagnol achève Marius en 1928 alors que sa seconde pièce en « solo », Topaze, créée avec succès un an plus tôt à Berlin, vient d'être acceptée au théâtre des Variétés. Il porte tout d'abord son manuscrit à Franck, le directeur de l'Alcazar de Marseille, qui le refuse au motif que ce serait « un crime » de ne pas la créer à Paris. Il le recommande pour ce faire à Raimu, un « comique troupier » d'origine toulonnaise qui connait un certain succès dans les revues de Léon Volterra, directeur entre autres du Casino de Paris et du théâtre de Paris.
Raimu, qui joue alors une revue au théâtre Marigny, est tout de suite séduit par le projet, bien qu'il n'ait encore jamais interprété de véritable rôle au théâtre (à l'exception d'un rôle mineur dans L'École des cocottes de Gerbidon et Armont), et convainc Volterra – par l'intermédiaire de la femme de ce dernier, Simone Volterra, véritable décisionnaire – de monter la pièce. Le directeur propose à Pagnol les vedettes de l'époque Victor Francen et Gaby Morlay, mais Pagnol objecte que la pièce comportant du provençal marseillais, elle nécessite des comédiens méridionaux. Il obtient donc, outre Raimu, l'engagement d'Orane Demazis (qui avait créé la première pièce de Pagnol Jazz en 1926 et pour laquelle il a écrit le rôle de Fanny), Maupi du Concert Mayol et de comédiens de l'Alcazar dont Alida Rouffe, Paul Dullac et Édouard Delmont. Il débauche également Fernand Charpin de la troupe de l'Odéon mais celui-ci accepte sous réserve de tenir le rôle principal de Panisse que Pagnol destine à Raimu.
Alors que Pagnol hésite sur la façon de présenter la chose à Raimu, celui-ci lui indique qu'il a décidé de jouer César - rôle pourtant secondaire dans la version d'origine - car sa notoriété justifie que « la pièce se passe chez [lui]. Ce n'est pas monsieur Raimu qui doit se déranger pour aller rendre visite à monsieur Charpin. C'est monsieur Charpin qui doit venir s'expliquer chez monsieur Raimu ». À charge pour Pagnol d'ajouter quelques scènes pour développer le personnage.
Quant à Marius, Pierre Blanchar, initialement prévu, doit décliner l'offre car trop accaparé par le cinéma et le théâtre. Après de nombreux refus de la part de Volterra, Pagnol arrête finalement son choix sur Pierre Fresnay au grand dam de Raimu qui estime « une folie » d'engager « un Alsacien protestant de la Comédie-Française » pour un rôle à accent aussi long. Or, c'est avec un accent marseillais quasi parfait que Fresnay se présente à la première répétition, ayant passé les quinze jours précédents à jouer les garçons dans un petit bar du Vieux-Port.
La pièce est créée au théâtre de Paris le 9 mars 1929 et rencontre immédiatement un vif succès, jouant à guichets fermés de nombreux mois. L'une des scènes les plus appréciées est la « partie de cartes », que Pagnol avait coupée en répétitions jugeant qu'elle détonnait trop avec le ton général de la pièce et que Raimu avait néanmoins réussi à imposer. Marius ne s'interrompt que deux ans plus tard (en raison d'engagements antérieurs pris par Volterra), totalisant 800 représentations, alors que Pagnol réfléchit déjà à une suite.

Différentes scènes de Zum goldenen Anker, version en allemand de la pièce, lorsqu'elle est montée en 1946 au Schlosspark Theater de Berlin-Steglitz avec des acteurs locaux et une mise en scène de Boleslaw Barlog :
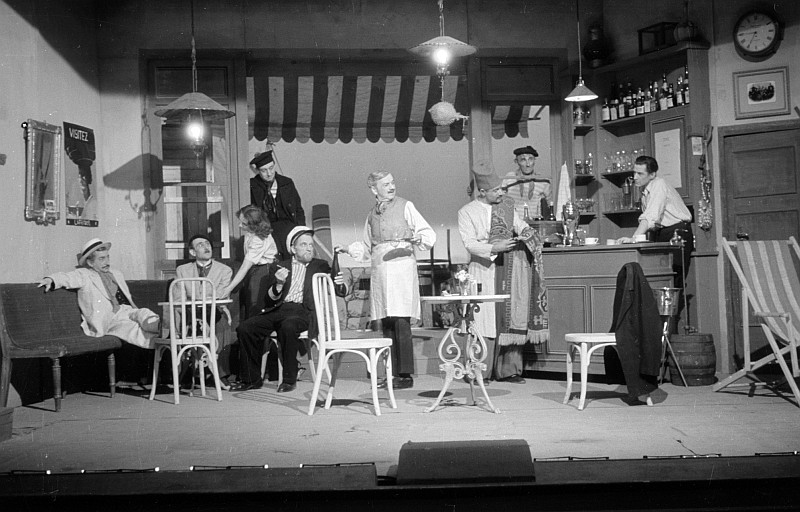
La scène du marchand de tapis.
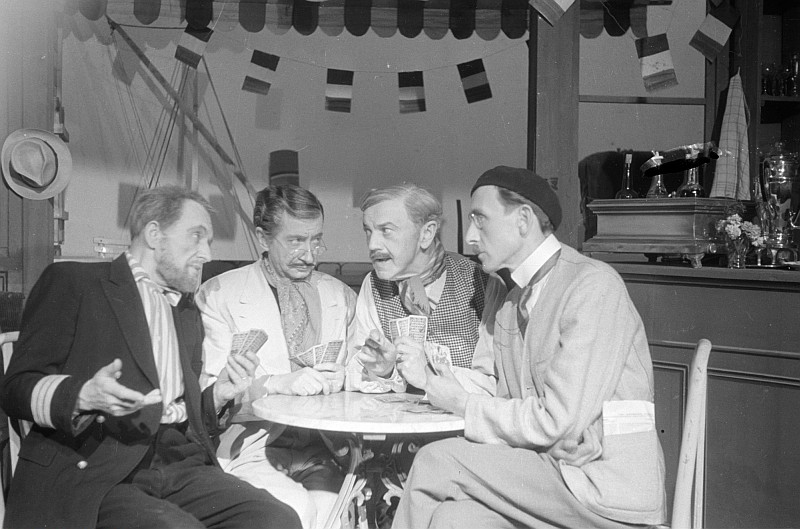
La partie de cartes.
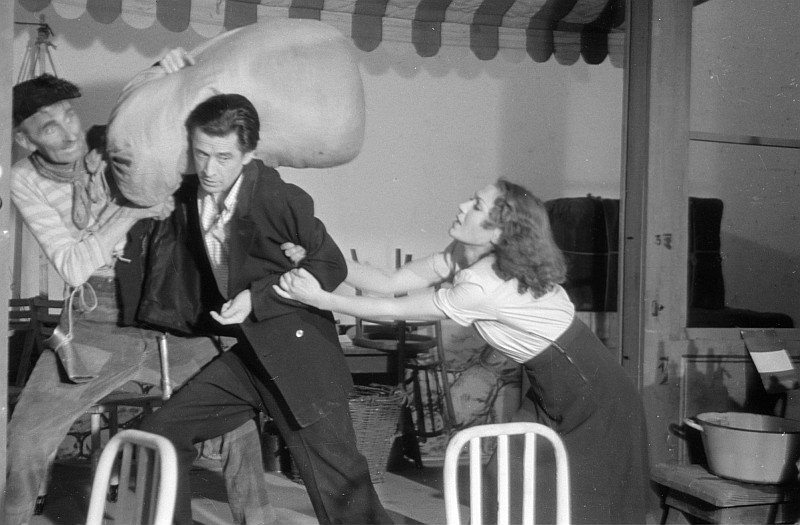
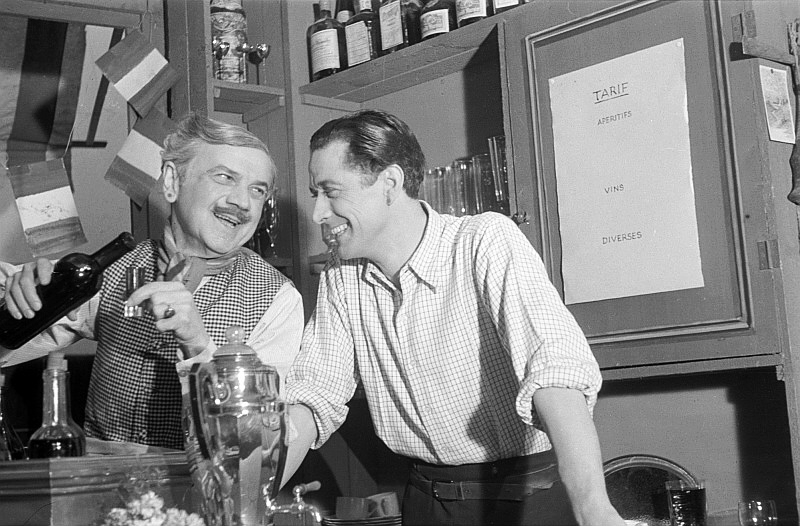
Hans Leibelt (à gauche), dans le rôle de César, et Hans Söhnker (de) (à droite), dans le rôle de Marius.

#### Mariusau cinéma

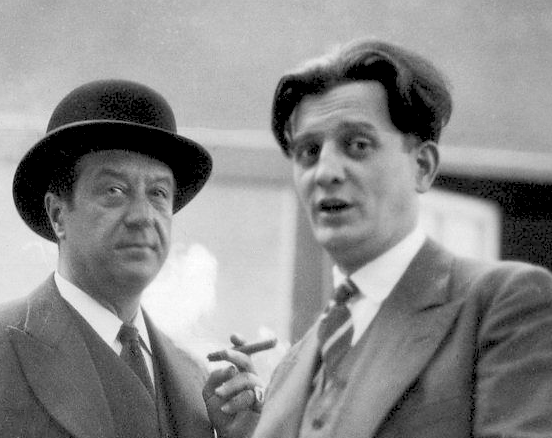
Raimu et Marcel Pagnol en 1931, aux studios de Paramount France.

L'arrivée du cinéma parlant incite Pagnol à se tourner vers ce nouveau média dont il est un des premiers à sentir les possibilités pour un dramaturge. Il se rend ainsi spécialement au printemps 1930 au Palladium de Londres pour assister à la projection du premier film musical, The Broadway Melody. Mais malgré son enthousiasme, les studios français - sceptiques quant à cette nouvelle technique - lui restent fermés. Son plaidoyer publié dans Le Journal le 17 mai 1930 sous le titre « Le film parlant offre à l'écrivain des ressources nouvelles », lui vaut même la réprobation de la Société des Auteurs.
En 1931, il fait la connaissance de Robert T. Kane, producteur à la Paramount Pictures, qui vient de créer une filiale à Paris et a ouvert des studios afin de mieux pénétrer le marché français. Cette rencontre permet à Pagnol de se familiariser avec tous les rouages d'une production cinématographique et d'acquérir une expérience qui lui permettra quelques années plus tard de créer sa propre compagnie (comprenant studios et laboratoire à Marseille et agences de casting à Paris, Lyon et Alger). L'intérêt pour le cinéma parlant du public retombant - une fois la surprise passée - en raison de la pauvreté des scénarios, Kane propose à Pagnol de lui acheter les droits de Marius pour en faire une adaptation cinématographique. Saisissant l'occasion, Pagnol refuse la somme considérable de cinq cent mille francs contre le contrôle total - ce qui constitue une révolution pour l'époque - sur l'adaptation et la distribution, plus un pourcentage sur les recettes au titre des droits d'auteur. Ainsi, alors que la production envisage les vedettes de l'écran Jean Murat, Henry Garat et Meg Lemonnier, il parvient à faire engager sa distribution d'origine dont la quasi-totalité n'a pourtant jamais fait de cinéma. Il abandonne en revanche tout droit de regard sur les versions allemandes et suédoises tournées simultanément.
Parallèlement, Pagnol convainc Kane de mettre en place un comité littéraire constitué d'auteurs reconnus et chargé de choisir des ouvrages dignes d'intéresser le public français. Il réunit ainsi Édouard Bourdet, Tristan Bernard, Alfred Savoir, Sacha Guitry, Pierre Benoit, Yves Mirande, Saint-Granier, Albert Willemetz et Léopold Marchand, Jean Giraudoux ayant décliné l'offre. Mais l'expérience tourne court lorsque les membres dudit comité se rendent compte qu'ils ne sont que des arguments publicitaires et que leurs recommandations ne sont absolument pas suivies.
Le tournage, dont la réalisation est assurée par le metteur en scène britannique Alexander Korda en parfaite collaboration avec Pagnol, a lieu en cinq semaines pendant l'été 1931 à Marseille pour les extérieurs puis aux studios de Joinville. Des versions allemandes et suédoises sont tournées simultanément. Alors que ces adaptations standardisées selon les critères des studios sont des « fours », la version française - malgré sa longueur exceptionnelle de 2 heures - est un véritable triomphe, engrangeant un million de francs par semaine (557 980 euros actuels) lors de ses deux premiers mois d'exploitation.

### Fanny

#### Fannyau théâtre
Marius sort le 9 octobre 1931 au cinéma alors que le deuxième volet de ce qui n'est pas encore une trilogie, Fanny, dont la rédaction a été achevée l'été même, est déjà en répétition pour ouvrir le 5 décembre 1931, toujours avec la même distribution moins Raimu, renvoyé par Volterra à la suite d'une violente altercation, Alida Rouffe, victime d'un accident ferroviaire et Pierre Fresnay retenu par d'autres engagements. Ils sont remplacés respectivement par Harry Baur (qui avait créé Jazz avec Demazis), Marguerite Chabert et Antonin Berval, « jeune premier » à l'Alcazar, le contrat liant Pagnol à Volterra ne lui permettant pas de retirer sa pièce en cas de changement de distribution. La pièce est à nouveau un succès immédiat mais l'absence des créateurs de Marius et l'annonce d'une version cinématographique ne lui permet pas de dépasser la 400e.

#### Fannyau cinéma
Devant le succès remporté par le premier film, Pagnol a en effet préféré abréger la carrière de sa pièce pour toucher un plus vaste public. En froid avec la Paramount à laquelle il reproche le « massacre » de Topaze, malgré la présence de Louis Jouvet dans le rôle-titre et de Leopold Marchand aux dialogues, il décide de fonder sa propre société de production, Les Films Marcel Pagnol, en association avec Roger Richebé, un producteur marseillais ayant déjà à son actif L'amour chante de Robert Florey, La Chienne de Jean Renoir, La Petite Chocolatière et Mam'zelle Nitouche de Marc Allégret avec Raimu. C'est Richebé qui conseille à Pagnol de confier la réalisation de Fanny à Allégret, Korda étant entre-temps retourné aux États-Unis. Raimu, Alida Rouffe et Fresnay retrouvent leurs rôles de Marius. Seul Dullac, souffrant, doit céder son rôle à Auguste Mourriès. Tourné à l'été 1932, Fanny sort le 28 octobre 1932. Le film est à nouveau une grande réussite commerciale, même si la critique est un peu plus réservée, lui reprochant son caractère de « théâtre filmé ». Mais les attaques les plus virulentes visent directement Pagnol, qui a créé pour développer ses théories cinématographiques une revue, Les Cahiers du film :

« Si l'auteur de Fanny se bornait à fabriquer des théories, il n'y aurait qu'à le laisser faire et à l'observer en silence afin de se rendre exactement compte du degré d'incompréhension que peut atteindre un écrivain intelligent quand il poursuit une idée fixe ou une gageure. Malheureusement, M. Pagnol agit, il agit avec ce sens des affaires dont il n'a jamais été dépourvu et qui a toujours diablement aidé son génie d'auteur dramatique : chacun sait qu'il a maintenant sa maison de production dont il est metteur en scène, auteur, adaptateur, etc., suivant l'occasion. […] Il a aussi depuis un mois sa revue de cinéma où l'on trouve en quelque sorte le « manifeste » de la nouvelle école pagnolesque ou, plus exactement, les « projets » de la nouvelle « firme », les termes « manifeste » et « école » entendant plutôt un idéal esthétique désintéressé qui me semble assez éloigné des soucis de notre dramaturge. »

— La Vie toulousaine, 16 décembre 1933.
Cette levée de boucliers n'empêche pas Pagnol de poursuivre l'application de ses principes et de se lancer dans la réalisation du premier film dont il est le seul maître, Le Gendre de monsieur Poirier, adaptation de la pièce éponyme de Jules Sandeau et Émile Augier.

### César
En 1935, Volterra rappelle à Pagnol son projet de trilogie. Mais la brouille de Volterra avec Raimu et l'indisponibilité des autres membres de la distribution (dont la plupart sont devenus des vedettes de cinéma) pour une longue période rendent le projet irréalisable. Pagnol choisit alors d'écrire directement son troisième volet pour le cinéma et de le réaliser lui-même.
Pagnol raconte que, bloqué à la moitié du scénario, il retrouva l'inspiration en improvisant son récit pour une très vieille dame qui ne souhaitait pas mourir sans connaître le dénouement de l'histoire. Faisant fi du réalisme, Pagnol place l'intrigue vingt ans plus tard et introduit parmi les personnages principaux le fils de Marius et Fanny, Césariot. Le film sort le 11 novembre 1936, quatre ans après Fanny.
Afin de boucler la boucle, Pagnol adapte son scénario pour le théâtre. La pièce, première adaptation d'un film à la scène, est créée en 1946 au théâtre des Variétés où avait eu lieu une reprise de Marius et Fanny en 1942-43. Si Orane Demazis, Maupi, Milly Mathis et Robert Vattier retrouvent une dernière fois les rôles qui les ont rendus célèbres, Alida Rouffe et Fresnay, indisponibles, sont remplacés par Marguerite Chabert et Henri Alibert et le rôle de Césariot revient au jeune Raymond Pellegrin que Pagnol venait de faire tourner dans Naïs. Mais la création est endeuillée par la disparition en septembre de la même année de Raimu qu'Henri Vilbert ne parvient pas à faire oublier,,.

## Chronologie
| Théâtre                            | Théâtre                                         | Cinéma           | Cinéma                              |
| ---------------------------------- | ----------------------------------------------- | ---------------- | ----------------------------------- |
| 9 mars 1929 (Théâtre de Paris)     | Marius, pièce en quatre actes et six tableaux.  | 10 octobre 1931  | Marius, réalisé par Alexander Korda |
| 5 décembre 1931 (Théâtre de Paris) | Fanny, pièce en trois actes et quatre tableaux. | 2 novembre 1932  | Fanny, réalisé par Marc Allégret    |
| 1946 (Théâtre des Variétés)        | César, pièce en deux parties et dix tableaux.   | 13 novembre 1936 | César, réalisé par Marcel Pagnol    |

## Synopsis
- Marius : Sur le Vieux-Port de Marseille, Marius travaille au Bar de la Marine dont son père César est le propriétaire mais il ne rêve que d'embarquer pour de lointaines destinations (les îles sous le vent). Partagé entre l'appel de la mer et son amour pour Fanny, Marius renonce à son projet et finit par s'unir à Fanny qui s'offre à lui. Mais, alors que César et Honorine sont prêts à les marier, Marius est repris par sa folie de la mer. Poussé par Fanny qui se sacrifie, impuissante devant ce désir irrépressible, Marius embarque sur « La Malaisie » qui prend la mer. Il abandonne Fanny désespérée, qui retient ses larmes et cache à César le départ de son fils mais s'évanouit lorsque César lui montre la chambre qu'il leur destine.
- Fanny : Sans nouvelles de Marius, parti depuis deux mois, Fanny découvre qu'elle est enceinte de Marius. Pour sauver l'honneur, sa mère Honorine la pousse à épouser Panisse, veuf, riche, sans enfant et très amoureux, qui l'a demandée en mariage et qui est ravi d'avoir désormais, avec ce bébé, une descendance... toute faite. César lui-même, d'abord furieux, finit par se rendre aux arguments même de Fanny. Mais, le bébé à peine né, Marius réapparait, guéri de son « envie du loin » et qui prétend reprendre Fanny et leur fils Césariot. Mais Fanny, Panisse — et surtout César — s'y opposent et Marius doit s'incliner devant la détermination de son père, l'évidence de sa défection (même involontaire) et le bonheur calme et attentif qui entoure l'enfant, qui n'est plus tout à fait le sien.
- César : Vingt ans plus tard, à la mort de Panisse, le curé exige que l'on détrompe Césariot sur sa filiation : il apprend ainsi que son père biologique est le fils de son « parrain » César, Marius, qu'on lui a décrit plus ou moins, sinon comme un voyou, au moins comme une sorte de marginal. Pour en avoir le cœur net, il décide de le rencontrer incognito et se rend en bateau à Toulon où Marius est garagiste. Au cours d'une partie de pêche en tête-à-tête, dans les calanques de Toulon, il découvre l'homme sensible, doux et rêveur qu'est son père, mais de sottes affabulations de Fernand, l'associé de Marius, sèment à nouveau un doute très grave dans son esprit. Marius décide de revenir pour la première fois à Marseille afin de vider l'abcès et d'expliquer, devant son fils et pour son fils, sa vérité sur le passé et sur lui-même. Après cela et à la suite d'une poignante explication avec César et Fanny, Césariot comprend que ses parents lui ont sacrifié leur jeunesse et leur amour. Il décide avec César que Marius et Fanny, veuve et libre, se retrouvent et vivent enfin leur amour, resté intact après vingt ans.

Ultime dialogue du film :

— Marius : « Père, tu sais que Césariot ne portera jamais notre nom ! »

— César : « Lui peut-être... mais les autres ?... »

## Distribution
Th. = Théatre
Ci. = Cinéma
| Personnages | Personnages | Acteurs             | Acteurs            | Acteurs            |
| Personnages | Personnages | Marius              | Fanny              | César              |
| Fanny Cabanis, 18 ans. La petite marchande de coquillages.                                                                                        | Th.         | Orane Demazis       | Orane Demazis      | Orane Demazis      |
| Fanny Cabanis, 18 ans. La petite marchande de coquillages.                                                                                        | Ci.         | Orane Demazis       | Orane Demazis      | Orane Demazis      |
| Honorine Cabanis, sa mère, 45 ans. C'est une belle poissonnière marseillaise.                                                                     | Th.         | Alida Rouffe        | Marguerite Chabert | Marguerite Chabert |
| Honorine Cabanis, sa mère, 45 ans. C'est une belle poissonnière marseillaise.                                                                     | Ci.         | Alida Rouffe        | Alida Rouffe       | Alida Rouffe       |
| Marius Ollivier, 22 ans. Il est assez mince, les yeux profondément enfoncés dans les orbites et pensif .                                          | Th.         | Pierre Fresnay      | Antonin Berval     | Henri Alibert      |
| Marius Ollivier, 22 ans. Il est assez mince, les yeux profondément enfoncés dans les orbites et pensif .                                          | Ci.         | Pierre Fresnay      | Pierre Fresnay     | Pierre Fresnay     |
| César Ollivier, son père. 50 ans. Patron du Bar de la Marine. Grande brute sympathique aux avant-bras terriblement velus.                         | Th.         | Raimu               | Harry Baur         | Henri Vilbert      |
| César Ollivier, son père. 50 ans. Patron du Bar de la Marine. Grande brute sympathique aux avant-bras terriblement velus.                         | Ci.         | Raimu               | Raimu              | Raimu              |
| Honoré Panisse, 50 ans. Le maître-voilier du Vieux-Port. Il a, sur le quai de la Marine, un long magasin frais qui sent la ficelle et le goudron. | Th.         | Fernand Charpin     | Fernand Charpin    | Henri Arius        |
| Honoré Panisse, 50 ans. Le maître-voilier du Vieux-Port. Il a, sur le quai de la Marine, un long magasin frais qui sent la ficelle et le goudron. | Ci.         | Fernand Charpin     | Fernand Charpin    | Fernand Charpin    |
| Félix Escartefigue, 50 ans. Capitaine du ferry, qui traverse le Vieux-Port vingt-quatre fois par jour.                                            | Th.         | Paul Dullac         | Paul Dullac        | —                  |
| Félix Escartefigue, 50 ans. Capitaine du ferry, qui traverse le Vieux-Port vingt-quatre fois par jour.                                            | Ci.         | Paul Dullac         | Auguste Mourriès   | Paul Dullac        |
| Piquoiseau, mendiant. Sans âge. | Th.         | Alexandre Mihalesco | —                  | —                  |
| Piquoiseau, mendiant. Sans âge. | Ci.         | Alexandre Mihalesco | —                  | —                  |
| Aldebert Brun dit « Monsieur Brun », jeune vérificateur des douanes. Il est de Lyon.                                                              | Th.         | Pierre Asso         | Robert Vattier     | Robert Vattier     |
| Aldebert Brun dit « Monsieur Brun », jeune vérificateur des douanes. Il est de Lyon.                                                              | Ci.         | Robert Vattier      | Robert Vattier     | Robert Vattier     |
| Innocent Mangiapan, 14 à 16 ans. Chauffeur du ferry-boat.                                                                                         | Th.         | Marcel Maupi        | Marcel Maupi       | Marcel Maupi       |
| Innocent Mangiapan, 14 à 16 ans. Chauffeur du ferry-boat.                                                                                         | Ci.         | Zé Digiovanni       | Marcel Maupi       | Marcel Maupi       |
| Le Goelec (« le bosco »), quartier-maître de la Malaisie. Un Breton.                                                                              | Th.         | Lucien Callamand    | —                  | —                  |
| Le Goelec (« le bosco »), quartier-maître de la Malaisie. Un Breton.                                                                              | Ci.         | Édouard Delmont     | —                  | —                  |
| Claudine Foulon, la sœur d'Honorine. C'est une fraîche commère de 35 ans.                                                                         | Th.         | —                   | Milly Mathis       | Milly Mathis       |
| Claudine Foulon, la sœur d'Honorine. C'est une fraîche commère de 35 ans.                                                                         | Ci.         | —                   | Milly Mathis       | Milly Mathis       |
| Le docteur Félicien Venelle | Th.         | —                   | Édouard Delmont    | —                  |
| Le docteur Félicien Venelle | Ci.         | —                   | Édouard Delmont    | Édouard Delmont    |
| Elzéar Bonnegrâce, curé de Saint-Victor. Il a les cheveux blancs.                                                                                 | Th.         | —                   | —                  | —                  |
| Elzéar Bonnegrâce, curé de Saint-Victor. Il a les cheveux blancs.                                                                                 | Ci.         | —                   | Louis Boulle       | Thommeray          |
| Césariot Panisse, 20 ans. Le fils de Marius et Fanny. C'est un grand, beau jeune homme.                                                           | Th.         | —                   | —                  | Raymond Pellegrin  |
| Césariot Panisse, 20 ans. Le fils de Marius et Fanny. C'est un grand, beau jeune homme.                                                           | Ci.         | —                   | —                  | André Fouché       |
| Une cliente | Th.         | Valentine Ribe      | —                  | —                  |
| Une cliente | Ci.         | —                   | —                  | —                  |
| Félicité | Th.         | Quèret              | —                  | —                  |
| Félicité | Ci.         | —                   | —                  | —                  |
| Une Malaise | Th.         | Louise Suréna       | —                  | —                  |
| Une Malaise | Ci.         | —                   | —                  | —                  |
| Un Arabe, marchand de tapis | Th.         | Vassy               | —                  | —                  |
| Un Arabe, marchand de tapis | Ci.         | Giovanni            | —                  | —                  |
| L'Agent | Th.         | Henri Vilbert       | —                  | —                  |
| L'Agent | Ci.         | —                   | —                  | —                  |
| La Commise de Panisse | Th.         | —                   | Thérésa Renouard   | —                  |
| La Commise de Panisse | Ci.         | —                   | —                  | —                  |
| L'Annamite | Th.         | —                   | —                  | —                  |
| L'Annamite | Ci.         | —                   | —                  | —                  |
| Le Facteur | Th.         | —                   | Henri Vilbert      | —                  |
| Le Facteur | Ci.         | —                   | —                  | Albert Spanna      |
| Marius Tartarin (le « gros homme ») | Th.         | —                   | Meret              | —                  |
| Marius Tartarin (le « gros homme ») | Ci.         | —                   | —                  | —                  |
| Richard, comptable de Panisse | Th.         | —                   | H. Henriot         | —                  |
| Richard, comptable de Panisse | Ci.         | —                   | —                  | —                  |
| Le Chinois | Th.         | —                   | Marc Derris        | —                  |
| Le Chinois | Ci.         | —                   | —                  | —                  |
| L'Italien | Th.         | —                   | Vanolli            | —                  |
| L'Italien | Ci.         | —                   | Giovanni           | —                  |
| Fortunette | Th.         | —                   | —                  | —                  |
| Fortunette | Ci.         | —                   | Odette Roger       | —                  |
| Amélie | Th.         | —                   | —                  | —                  |
| Amélie | Ci.         | —                   | Annie Toinon       | —                  |
| Fernand, l'associé de Marius. | Th.         | —                   | —                  | —                  |
| Fernand, l'associé de Marius. | Ci.         | —                   | —                  | Doumel             |
| L'enfant de chœur | Th.         | —                   | —                  | —                  |
| L'enfant de chœur | Ci.         | —                   | —                  | Jean Castan        |
| Pierre Dromard, condisciple de Césariot. | Th.         | —                   | —                  | —                  |
| Pierre Dromard, condisciple de Césariot. | Ci.         | —                   | —                  | Robert Bassac      |
| L'employé de M. Panisse | Th.         | —                   | —                  | —                  |
| L'employé de M. Panisse | Ci.         | —                   | —                  | Rellys             |
| Henri, patron du bistrot de Toulon. | Th.         | —                   | —                  | —                  |
| Henri, patron du bistrot de Toulon. | Ci.         | —                   | —                  | Charblay           |
| La servante de l'hôtel | Th.         | —                   | —                  | —                  |
| La servante de l'hôtel | Ci.         | —                   | —                  | Odette Roger       |

Note : Le signe — indique que le rôle n'existe pas dans la pièce ou le film.

## Adaptations / Reconstitutions
- 1931 : Zum goldenen Anker (Allemagne) / Längtan till havet (Suède), adaptations de Marius tournées simultanément avec la version française.
- 1934 : Der schwarze Walfisch de Fritz Wendhausen, remake allemand de Fanny.
- 1938 : Port of Seven Seas, remake américain de James Whale, couvrant l'ensemble de la trilogie
- 1942 : Umineko no minato (海猫の港?, « Le Port aux mouettes ») de Yasuki Chiba, remake japonais de Marius. Sur le port de Karatsu en 1897, alors que le Japon commence à développer son empire d'Outre-mer, une famille tient le bar « La taverne de l’ancre ». Le fils a une chance unique de s’embarquer, contre l’avis de son père, d'où le dilemme entre les intérêts de l’empire et la famille.
- 1949 : Bagatelle au printemps (春の戯れ, Haru no tawamure?) de Kajirō Yamamoto. Avec Hideko Takamine (Fanny) et Jūkichi Uno (Marius). Après Enfant du vent (風の子, Kaze no ko?), c'est le second film de ce réalisateur sur le thème de l’appel de la mer opposé à celui de l’amour.
- 1954 : Fanny, comédie musicale de Harold Rome créé à Broadway et adaptant l'ensemble de la trilogie. Avec Ezio Pinza (César).
- 1961 : Fanny, film de Joshua Logan, adaptation de la comédie musicale précédente (mais sans numéros musicaux). Avec Leslie Caron (Fanny), Horst Buchholz (Marius), Charles Boyer (César) et Maurice Chevalier (Panisse).
- 1967 : Ai no sanka (愛の讃歌?, « Hymne à l’amour ») de Yōji Yamada. Ce troisième remake japonais, couvrant le scénario des films Marius et Fanny, transpose le drame dans une petite île de la Mer intérieure de Seto où les amoureux sont séparés par l'immigration vers le Brésil
- Années 1970 : Version discographique de la bande sonore de la trilogie, avec des commentaires de Marcel Pagnol.
- 1991 : "La trilogie marseillaise", Marius-Fanny-César : Première adaptation des trois pièces en une seule soirée, autorisée par Jacqueline Pagnol, crée le 4 mars 1991 à la Maison de la culture de Loire-Atlantique - Espace 44 à Nantes. Adaptation et mise en scène de Jean-Luc Tardieu - Décors : Bernard Evein - Costumes : Jacqueline Moreau - Lumières : Jacques Rouveyrollis - Musique : Gérard Calvi. Le spectacle fut également présenté au "Printemps des comédiens" de Montpellier.
- 1992 : En 1992, "La trilogie marseillaise" fut le premier spectacle affiché au Théâtre des Variétés, à Paris, par Jean-Paul Belmondo, qui inaugurait ainsi sa direction. DISTRIBUTION : Jean-Pierre Darras (César), Jacques Morel (Panisse), Geneviève Fontanel (Honorine), Laura Favali (Fanny), Fabrice Roux, puis Jean-Marie Juan (Marius), Bertrand Beauthéac, puis Claude Evrard (Escartefigue), Mario Pecqueur (Monsieur Brun), Quentin Baillot (Césariot), Léon Lesacq (le curé). Le spectacle fut tourné pour France 2, dans une réalisation de Georges Folgoas.
- 2000 : La Trilogie marseillaise, téléfilms français réalisés par Nicolas Ribowski, avec Roger Hanin (César) et Henri Tisot (Panisse).
- septembre 2007 : Marius et Fanny, opéra de Vladimir Cosma inspiré des deux premiers volumes de la trilogie. Mise en scène de Jean-Louis Grinda. Avec Roberto Alagna (Marius), Angela Gheorghiu (Fanny) et Jean-Philippe Lafont (César). Création à l'Opéra municipal de Marseille.
- janvier 2009 : César, Fanny, Marius, pièce inspirée de la trilogie. Adaptation et mise en scène de Francis Huster. Avec Jacques Weber (César), Hafsia Herzi (Fanny) et Stanley Weber (Marius) au théâtre Antoine.
- 2013 :  Marius et Fanny (diptyque cinématographique) réalisé par Daniel Auteuil. Avec Daniel Auteuil (César), Victoire Bélézy (Fanny) et Raphaël Personnaz (Marius). Un troisième film, César, était prévu pour 2014 mais n'a finalement pas été tourné. Daniel Auteuil révèle cependant en 2024 qu'il ne l'a pas véritablement abandonné[29].
- 2021 :  Fanny, moi et les autres (trilogie marseillaise adaptée au théâtre) mise en scène par Félix Beaupérin. Jouée au festival du Théâtre du Roi de Coeur, à Maurens (24140) en Dordogne.